# 吉田恵智華
吉田 恵智華（よしだ えちか、4月3日 - ）は、日本の女優。神奈川県出身。

## 人物
- 幼少期から芸能活動していた。
- スカウトされたことをきっかけに、2009年から本格的に女優活動を始める。

## 出演

### 映画
2021年
- 「歌舞伎町ヴァージンジャンプ」- 主演

2019年
- 「Are you happy?」- 主演

### 舞台
2016年
- 「なよ竹のかぐや姫」

2013年
- 「サムライカウボーイ」

2013年
- 真里亜2013御殿場実行委員会「真里亜〜その愛の果てに〜」

2009年
- STRAYDOG「あなたには帰る家がある」

2009年
- 東京俳優市場2009冬 第1話「欲の熊鷹、股裂くる」

2010年
- 東京俳優市場2010夏 第3話 本当の恋の見つけ方

### モデル
- the full colors『color note』（2010年3月1日） CDジャケット